# Reda Bentebra
Réda Bentebra, född 20 januari, 1971 i Nacka, är en svensk före detta basketspelare. Bentebras moder har sitt ursprung från den karelska delen av Finland och hans far kommer från Algeriet i Nordafrika. 
Bentebra spelade basket på elitnivå i 17 år. Moderklubben KFUM Katrineholm Basket fostrade Bentebra från 10 års ålder fram till hans satsning och flytt till elitbasketklubben Södertälje BBK 1990. Han var SBBK trofast under åtta år fram till dess att han var 28 år. Under sina åtta år i klubben hann Bentebra med att vinna två SM-Guld (1991 och 1992) samt ett SM-silver (1996). Han representerade Sverige i ett antal landskamper under 1996. 1998 valde han att skriva på för BAVI Vilvoorde basketballclub i den belgiska ligan. Under säsongen 1999-2000 spelade han under den första halvan i den portugisiska basketligan för Casino Figueira Ginasio basketball, och under den senare halvan av säsongen för Salon Vilpas Vikings i Finland. Efter sin proffssejour utomlands valde Bentebra att spela för KFUM Jämtland Basket, Sverige där han avslutade sin karriär som basketspelare.
Bentebra är näst bästa poänggörare i KFUM Jämtland Baskets historia samt på 21:a plats i SBBK:s maratontabell. Under sina sista fem år som basketspelare kombinerade han spel i högsta basketligan med studier vid Mittuniversitetet.